# Peter Kocher
Pour les articles homonymes, voir Kocher.
Peter Kocher, né le 23 juin 1939 et mort le 16 mars 2025, est un astronome amateur suisse résidant dans le canton de Fribourg.
L'astéroïde Kocherpeter, découvert en 2003, a été nommé en son honneur.

## Biographie
En 1970, Peter Kocher obtient une licence à quatre branches à la faculté des sciences de l'Université de Fribourg. Il enseigne ensuite la géographie au Collège Sainte-Croix de Fribourg jusqu'en 2004,. Passionné d'astronomie, il s'initie à l'astrométrie des petites planètes à la suite de l'agrandissement de l'Observatoire Robert A. Naef d'Épendes. Dès 2005, il se spécialise dans la recherche d'astéroïdes et y consacre environ 200 nuits par an.
Le 2 octobre 2005, Peter Kocher découvre son premier astéroïde validé par le Centre des planètes mineures, un an plus tard. Il le baptise « Épendes », en l'honneur du lieu de l'observatoire.
En mai 2012, Peter Kocher dédie sa onzième découverte validée à la fois au canton et à la ville de Fribourg, en baptisant officiellement un astéroïde aperçu pour la première fois en 2005 du nom de « Fribourg ».
Jusqu'en 2015, il effectue plus de 27 000 mesures et découvre 291 nouveaux astéroïdes, dont 130 sont certifiés et 18 ont déjà reçu un nom. Il lui est conféré en 2013 le titre de docteur honoris causa de l'Université de Fribourg.

## Distinctions
- 2013 : docteur honoris causa de l'Université de Fribourg[3].

## Astéroïdes découverts
| (129342) Épendes        | 5 novembre 2005   |
| (145562) Zurbriggen     | 24 juillet 2006   |
| (157640) Baumeler       | 1er décembre 2006 |
| (159351) Leonpascal     | 10 mars 2007      |
| (164585) Œnomaos        | 13 juillet 2007   |
| (164586) Arlette        | 14 juillet 2007   |
| (175476) Macheret       | 4 septembre 2006  |
| (188894) Gerberlouis    | 15 décembre 2006  |
| (207385) Maxou          | 4 septembre 2005  |
| (218998) Navi           | 3 mai 2008        |
| (221712) Moléson        | 10 mars 2007      |
| (221908) Agastrophe     | 21 août 2008      |
| (242648) Fribourg       | 13 juillet 2005   |
| (246167) Joskohn        | 5 septembre 2007  |
| (251485) Bois-d'Amont   | 2 mars 2008       |
| (294295) Brodardmarc    | 1er novembre 2007 |
| (341826) Aurelbaier     | 10 janvier 2008   |
| (352333) Sylvievauclair | 1er novembre 2007 |